# Lampropeltis californiae
Lampropeltis californiae là một loài rắn trong họ Rắn nước. Loài này được Blainville mô tả khoa học đầu tiên năm 1835.

## Hình ảnh

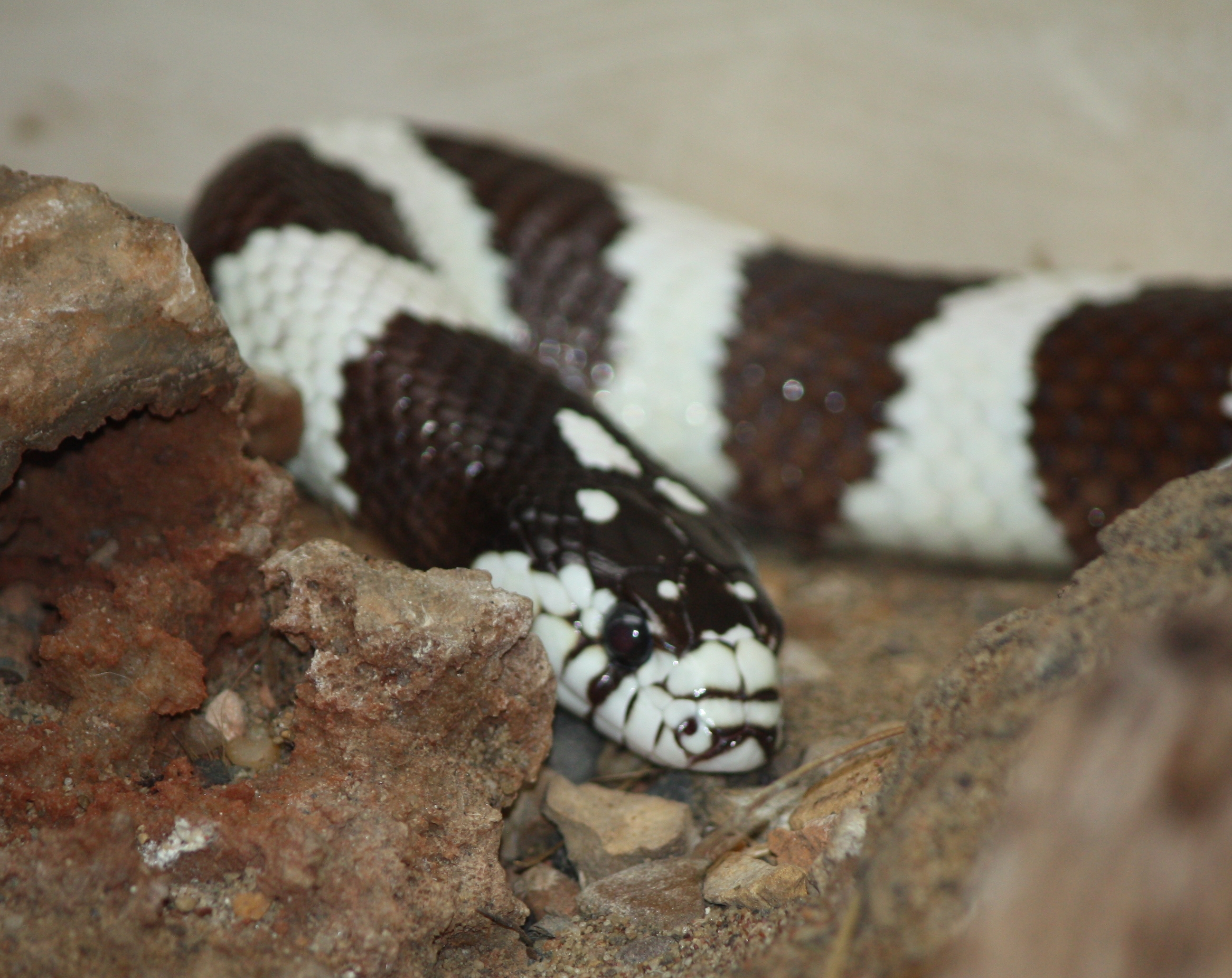
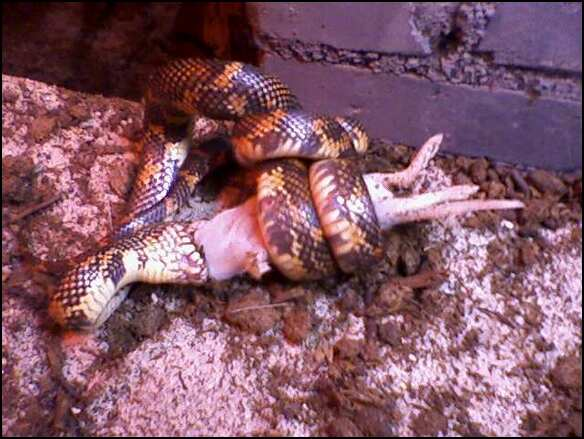
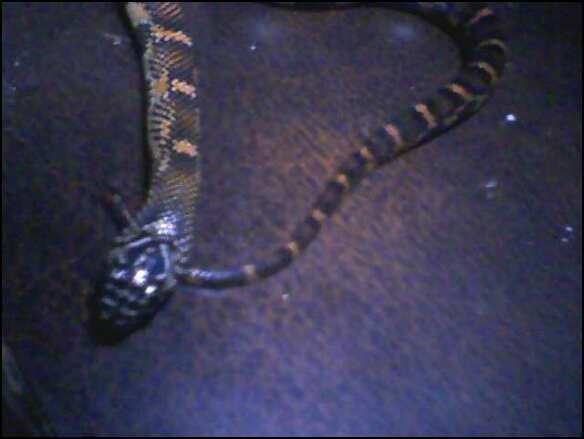
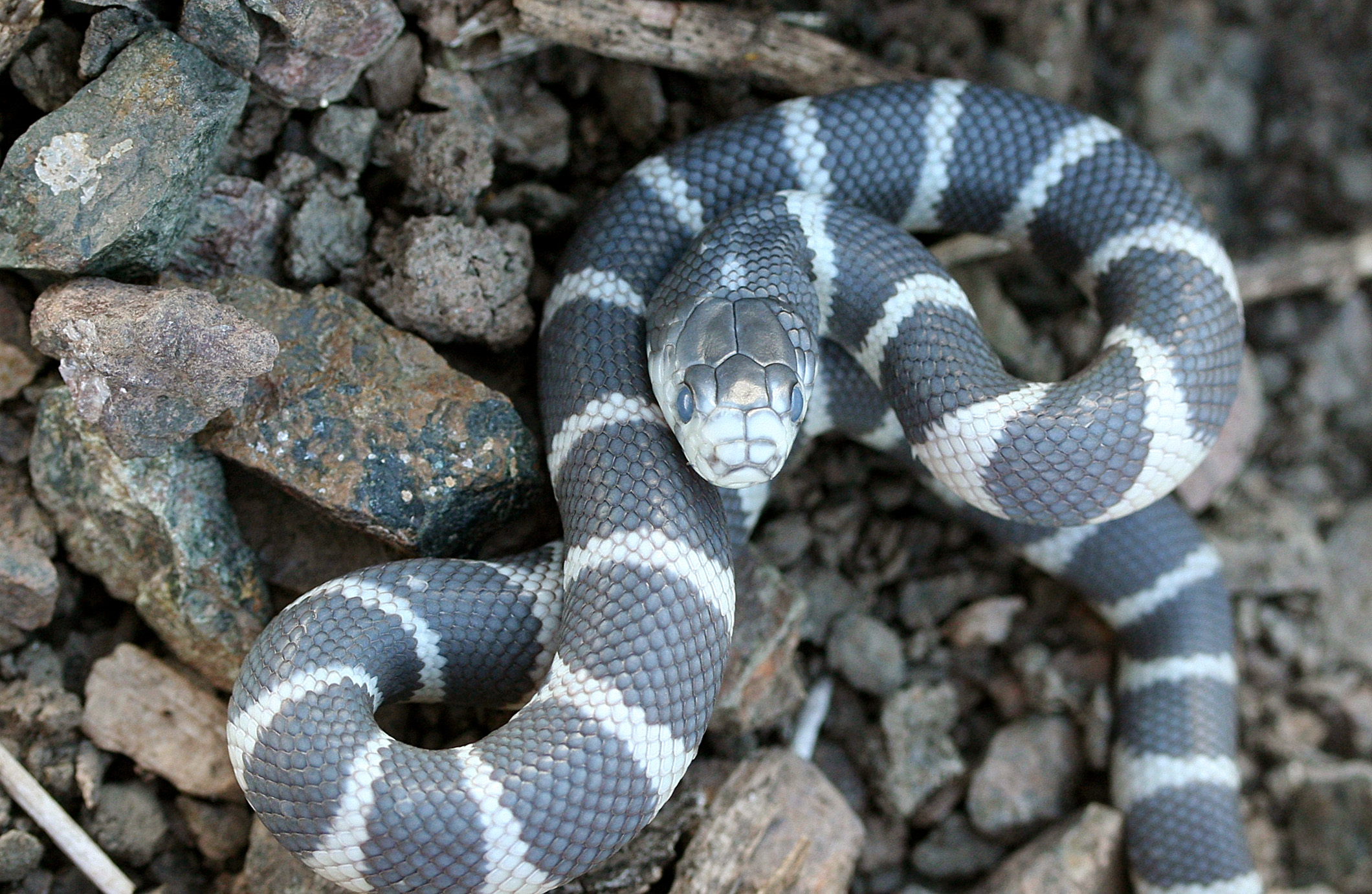